# Ban Chỉ đạo Quốc gia khắc phục hậu quả chất độc hoá học do Mỹ sử dụng trong chiến tranh ở Việt Nam
Ban Chỉ đạo Quốc gia khắc phục hậu quả chất độc hoá học do Mỹ sử dụng trong chiến tranh ở Việt Nam (viết tắt là Ban Chỉ đạo 33) là Ban Chỉ đạo Tham mưu giúp Thủ tướng Chính phủ chỉ đạo các hoạt động khắc phục hậu quả chất độc hóa học/dioxin do Mỹ sử dụng trong chiến tranh Việt Nam. Chỉ đạo, hướng dẫn các bộ, ngành và địa phương tổ chức các hoạt động khắc phục hậu quả chất độc hóa học/dioxin: Khoanh vùng ô nhiễm, tổ chức tẩy độc; Phòng và chống nhiễm độc cho nhân dân sống trong vùng ô nhiễm; Phục hồi môi trường; Xây dựng, triển khai và kiểm tra việc thực hiện chế độ, chính sách đối với nạn nhân; Tổ chức chăm sóc, giúp đỡ, chữa bệnh cho nạn nhân; Tổ chức nghiên cứu khoa học;

## Lịch sử
- Ngày 1 tháng 3 năm 1999, Thủ tướng Chính phủ ký Quyết định số 33/1999/QĐ-TTg về việc thành lập Ban Chỉ đạo Quốc gia khắc phục hậu quả chất độc hoá học do Mỹ sử dụng trong chiến tranh ở Việt Nam[2]

## Thành viên
- Trưởng ban: Bộ trưởng Bộ Tài nguyên và Môi trường
- Phó Trưởng ban: Thứ trưởng Bộ Tài nguyên và Môi trường
- Thành viên: Chủ tịch Viện KHCN Việt Nam
- Thành viên: Thứ trưởng Bộ Quốc phòng
- Thành viên: Thứ trưởng Bộ Ngoại giao
- Thành viên: Thứ trưởng Bộ Y tế
- Thành viên: Thứ trưởng Bộ Tài chính
- Thành viên: Thứ trưởng Bộ Tư pháp
- Thành viên: Thứ trưởng Bộ Kế hoạch và Đầu tư
- Thành viên: Thứ trưởng Bộ Khoa học và Công nghệ
- Thành viên: Thứ trưởng Bộ LĐTB và XH
- Thành viên: Phó Chủ nhiệm Văn phòng Chính phủ

## Tổ chức
- Văn phòng Ban Chỉ đạo 33[3]
- Hội đồng Tư vấn KHCN[3]
- Tạp chí Độc học[3]